# دراما (یونان)
شهر دراما در استان مقدونیه شرقی و تراکیه در کشور یونان واقع شده است که دارای جمعیت ۴۵٬۱۳۱ نفر می‌باشد.

## نگارخانه

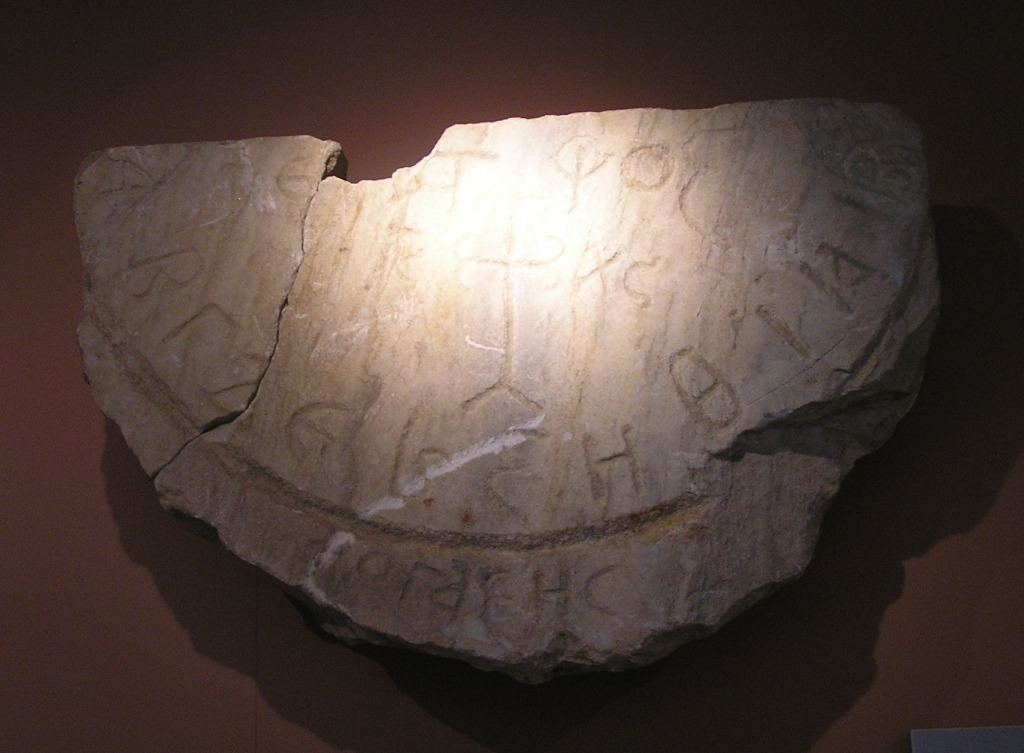
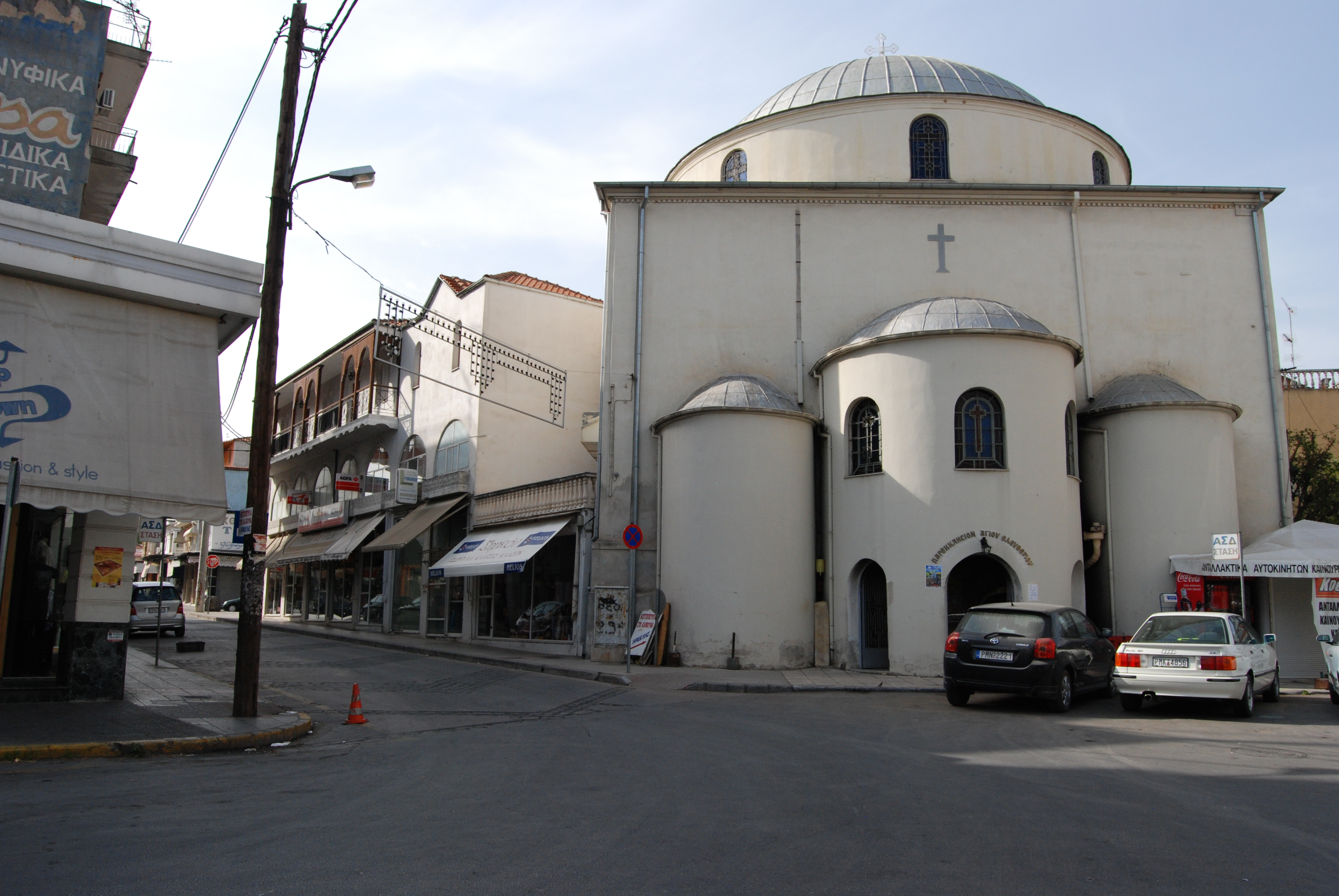
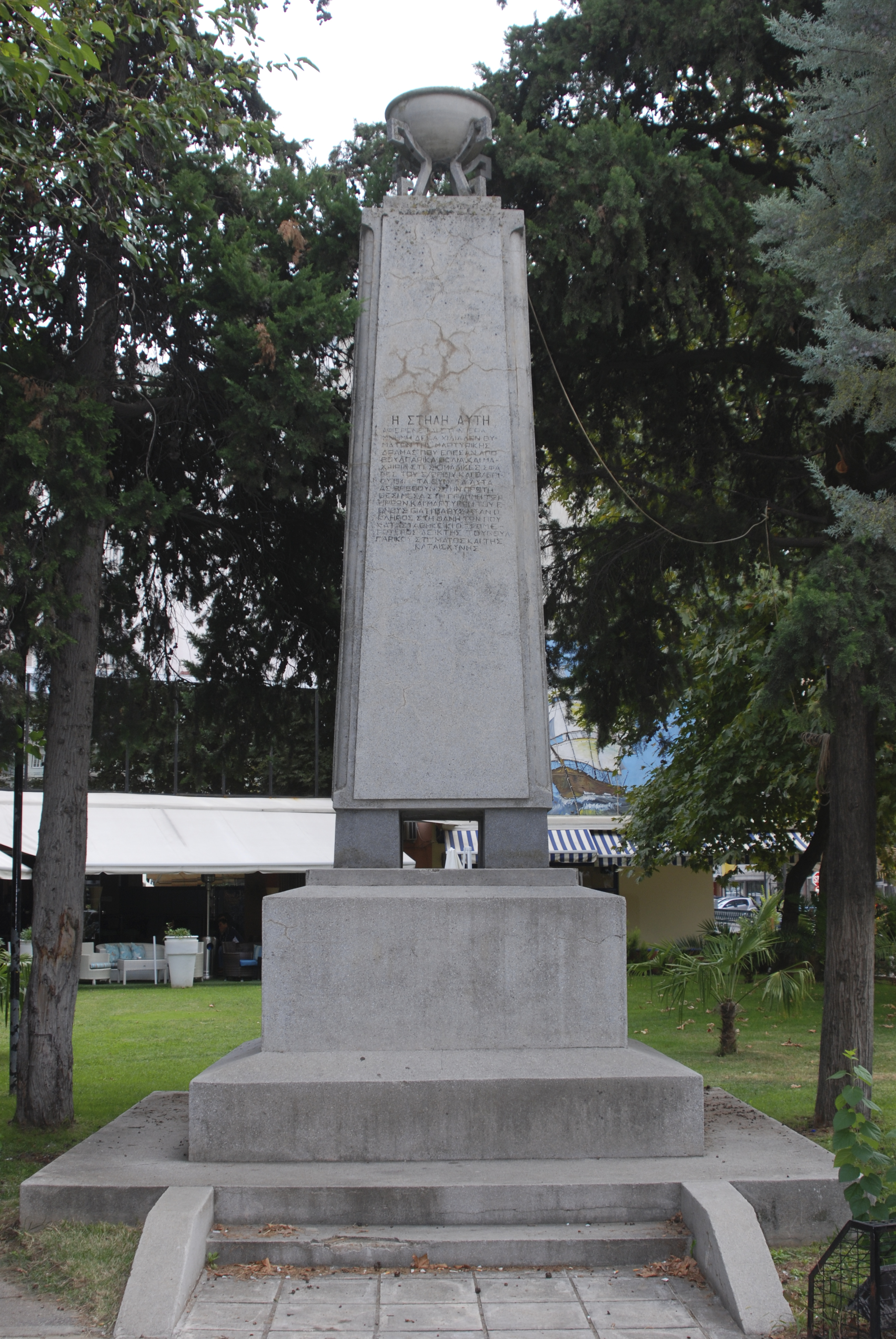
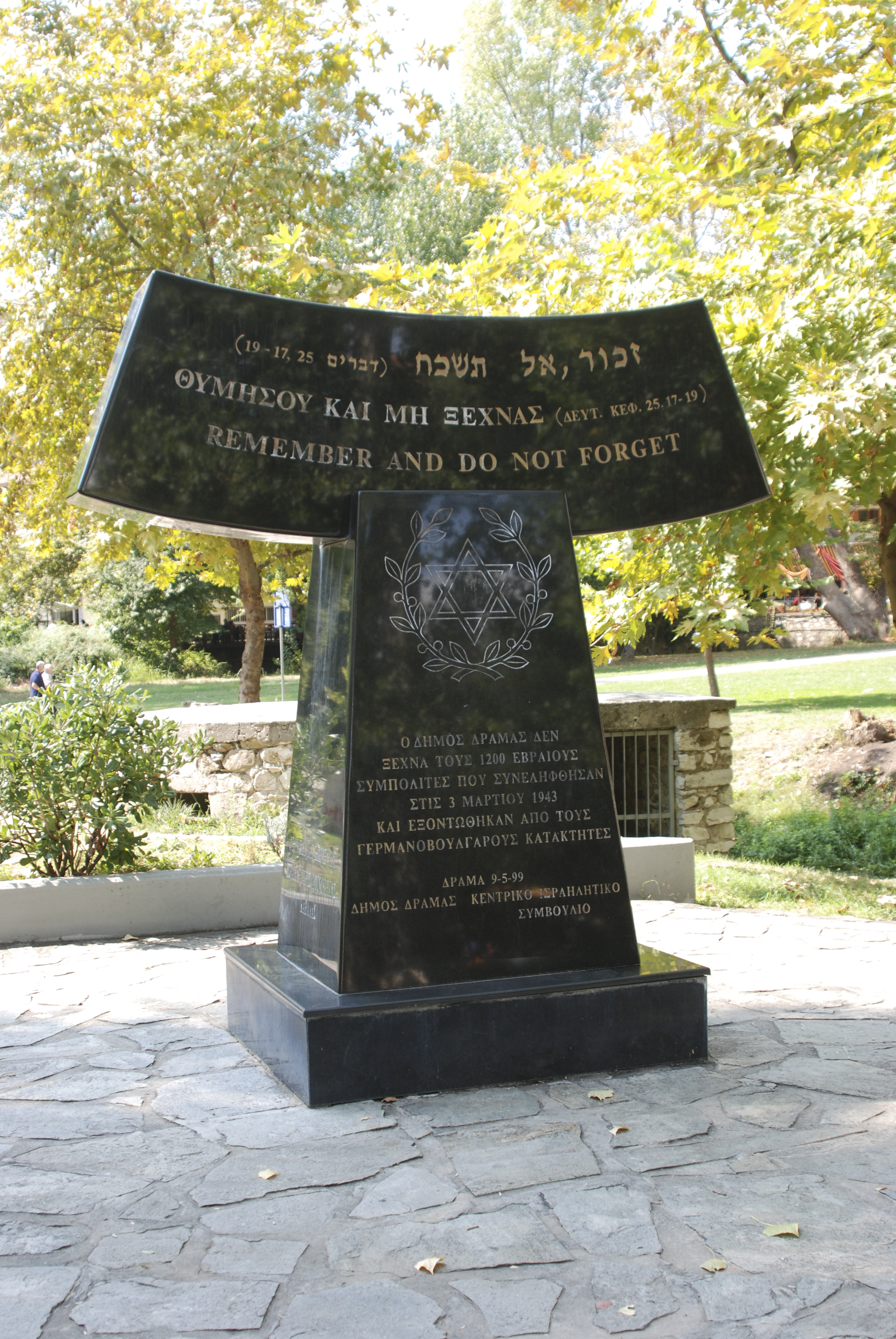